# 小罗伯特·卢卡斯
小罗伯特·埃默生·卢卡斯（英語：Robert Emerson Lucas, Jr.，1937年9月15日—2023年5月15日）是美国经济学家，芝加哥大学经济学约翰·杜威杰出服务教授（John Dewey Distinguished Service Professor），1995年诺贝尔经济学奖得主，芝加哥经济学派重要成员之一。

## 生平
卢卡斯出生在华盛顿州雅基馬。他是1970年代以来最有影响力的经济学家。他提出總體經濟模型应该具有個體基礎，改变了此前由凯恩斯主义经济学一统天下的總體經濟學理论的基础。
他最為人熟知的是對理性预期含义的探索。他开发了有关经济政策制度的「卢卡斯批判」，认为对于那些在一个经济中表现出的关系，例如通货膨胀和失业之间很明显的关系，会随着经济政策的变化而变化。